# Bundesstraße 425
Pour les articles homonymes, voir Route 425.
La Bundesstraße 425 est une ancienne Bundesstraße dans le Land de Bavière.

## Géographie
Dans l'arrondissement du Pays-de-Berchtesgaden, elle conduisait de la B 305 à Berchtesgaden jusqu'à Obersalzberg, au croisement avec la B 319. Aujourd'hui, l'ancienne B 425 fait partie de la B 319.